# ويليام كيو. هايز
ويليام كيو. هايز (بالإنجليزية: William Q. Hayes)‏ هو محامي وقاضي أمريكي، ولد في 1956 في برونكسفيل في الولايات المتحدة.